# Elaphria fissistigma
Elaphria fissistigma är en fjärilsart som beskrevs av George Francis Hampson 1898. Elaphria fissistigma ingår i släktet Elaphria och familjen nattflyn. Inga underarter finns listade i Catalogue of Life.